# Tadeusz Bednarski
Tadeusz Bednarski (ur. 6 czerwca 1949 we Wrocławiu, zm. 29 stycznia 2021 tamże) – polski matematyk specjalizujący się w statystycznej analizie danych, ekonometrii, statystyce ubezpieczeniowej i wnioskowaniu statystycznym.

## Życiorys
Ukończył III Liceum Ogólnokształcące we Wrocławiu w roku 1967, a pięć lat później — studia matematyczne na Wydziale Matematyki, Fizyki i Chemii Uniwersytetu Wrocławskiego. W roku 1976 na Uniwersytecie Kalifornijskim w Berkeley uzyskał stopień doktora nauk statystycznych, a w Instytucie Matematycznym PAN na podstawie rozprawy Procedury minimaksowe i pojemności drugiego rzędu — nauk matematycznych. W roku 1985, również w IM PAN, obronił rozprawę habilitacyjną Odporne wnioskowanie statystyczne. W roku 1999 otrzymał nominację profesorską.
Zawodowo związany z Instytutem Nauk Ekonomicznych Wydziału Prawa, Administracji i Ekonomii Uniwersytetu Wrocławskiego, Instytutem Matematycznym Polskiej Akademii Nauk, Instytutem Matematyki Wydziału Nauk Ścisłych Uniwersytetu Zielonogórskiego.
Członek Polskiego Towarzystwa Matematycznego, Europejskiej Komisji Towarzystwa Bernoulliego (1996–2000), Komisji Statystyki Komitetu Matematyki Polskiej Akademii Nauk.
Syn Zdzisława i Krystyny. Pochowany na Cmentarzu Grabiszyńskim we Wrocławiu.